# Carlazzo
Carlazzo – miejscowość i gmina we Włoszech, w regionie Lombardia, w prowincji Como.
Według danych na rok 2004 gminę zamieszkiwały 2692 osoby, 224,3 os./km².